# Нововавилонское царство
Нововавилонское (Второе Вавилонское) царство (устар. Халдейская держава) — историческое государство в Месопотамии с центром в Вавилоне, существовавшее с 626 до 539 года до н. э. На протяжении почти всего своего существования представляло собой империю, в состав которой в начале VI века до н. э. входил почти весь Ближний Восток: в частности, Сирия, Киликия, Финикия, Палестина и северный отрезок аравийского побережья Красного моря.

## История
До 626 года до н. э. Вавилония находилась под властью северного соседа — Ассирии. Однако ассирийский наместник Набопаласар, который происходил из племени халдеев, решил отделиться от Ассирии и стать самостоятельным правителем. Вначале ему покорилась лишь северная часть Вавилонии. Только к 615 году до н. э. удалось завоевать бо́льшую часть Вавилонии, включая древнейшие города Урук и Ниппур. Вместе с мидийским правителем Киаксаром вавилонский царь уничтожил Ассирийскую империю, чья территория была разделена между победителями.
При следующем нововавилонском царе Навуходоносоре II велись успешные войны с Египтом (большая часть Сирии и Палестины, а также вся Финикия были им захвачены). В декабре 601 года до н. э. Навуходоносор II в союзе со скифами попытался напасть на сам Египет и подступил к египетской границе. В ожесточённом сражении египтянам удалось остановить врага, но после этого сражения фараон Нехо II был вынужден вообще отказаться от мысли в ближайшие годы вести борьбу с Вавилоном за азиатские провинции. Во время правления Навуходоносора II Иудея стала провинцией Нововавилонского царства. Два раза — в 597 году до н. э. и в 586 году до н. э. — приходилось покорять территорию иудеев; в последний раз был разрушен Иерусалим, а многие иудеи депортированы в другие области империи.
После Навуходоносора II некоторое время происходили дворцовые перевороты, в результате которых к власти пришёл Набонид. В начале правления Набонида возвышается и становится сильной Ахеменидская империя в Персии. Вавилонский царь пытался вести войны с Киром II вместе с Лидийским царством и Египтом. В 539 году до н. э. Вавилон был захвачен персами и вошёл в империю Ахеменидов. Падению Нововавилонского царства способствовало недовольное население державы, в частности, покорённые иудеи. С этого времени Вавилон прекратил своё существование как государство.

## Халдейская династия
- 626 — 605 годы до н. э.: Набополассар (Набу-апла-уцур)
- 605 — 562 годы до н. э.: Навуходоносор II (Набу-кудурри-уцур II)
- 562 — 560 годы до н. э.: Амель-Мардук
- 560 — 556 годы до н. э.: Нергал-шар-уцур
- 556 год до н. э.: Лабаши-Мардук
- 556 — 539 годы до н. э.: Набонид (Набу-наид) и Валтасар (Бел-шар-уцур) (соправители)